# Нелли (актриса)
Нелли (наст. имя — Нелли Артин Калфаян; арм. Նելլի Արթին Քալֆայան, араб. نيلّي آرتين كالفيان‎,  англ. Nelly Artin Kalfayan; 3 января 1951, Каир, Египет) — египетская актриса, певица, комик, танцовщица, звезда египетского шоу-бизнеса. В 2021 году 43-й Каирский международный кинофестиваль отметил её почётной премией «Золотая пирамида» за выдающиеся достижения в кинематографе. Сыграла в более 50 фильмах и сериалах.
Младшая сестра актрисы Фейруз, двоюродная сестра актрисы Леблебы.

## Биография
Родилась 3 января 1951 года в Каире в армянской семье.
Свою творческую карьеру Нелли начала ещё маленькой девочкой, всего в 4 года, и участвовала во многих фильмах. Она проявила свой артистический талант, будь то танцы, пение или актёрское мастерство.
Нелли наиболее известна в арабском мире благодаря своему сериалу «Фавазир Рамадан» — серии телевизионных комедийных шоу с многочисленными песнями и танцевальными номерами.